# Trichotosia latifolia
Trichotosia latifolia är en orkidéart som först beskrevs av Carl Ludwig von Blume, och fick sitt nu gällande namn av Gunnar Seidenfaden. Trichotosia latifolia ingår i släktet Trichotosia och familjen orkidéer.
Artens utbredningsområde är Sumatera. Inga underarter finns listade i Catalogue of Life.